# سنجاب زمینی تاونسند
سنجاب زمینی تاونسند (نام علمی: Urocitellus townsendii) نام یک گونه از سرده سنجاب‌های زمینی تمام‌شمالی است.